# Asparagus tamariscinus
Asparagus tamariscinus là một loài thực vật có hoa trong họ Măng tây. Loài này được N.A.Ivanova ex Grubov mô tả khoa học đầu tiên năm 1955.